# Linn Valley (Kansas)
Linn Valley é uma cidade localizada no estado americano de Kansas, no Condado de Linn.

## Demografia
Segundo o censo americano de 2000, a sua população era de 562 habitantes.
Em 2006, foi estimada uma população de 591, um aumento de 29 (5.2%).

## Geografia
De acordo com o United States Census Bureau tem uma área de
6,6 km², dos quais 6,6 km² cobertos por terra e 0,0 km² cobertos por água.

## Localidades na vizinhança
O diagrama seguinte representa as localidades num raio de 16 km ao redor de Linn Valley.